# Cihuacóatl

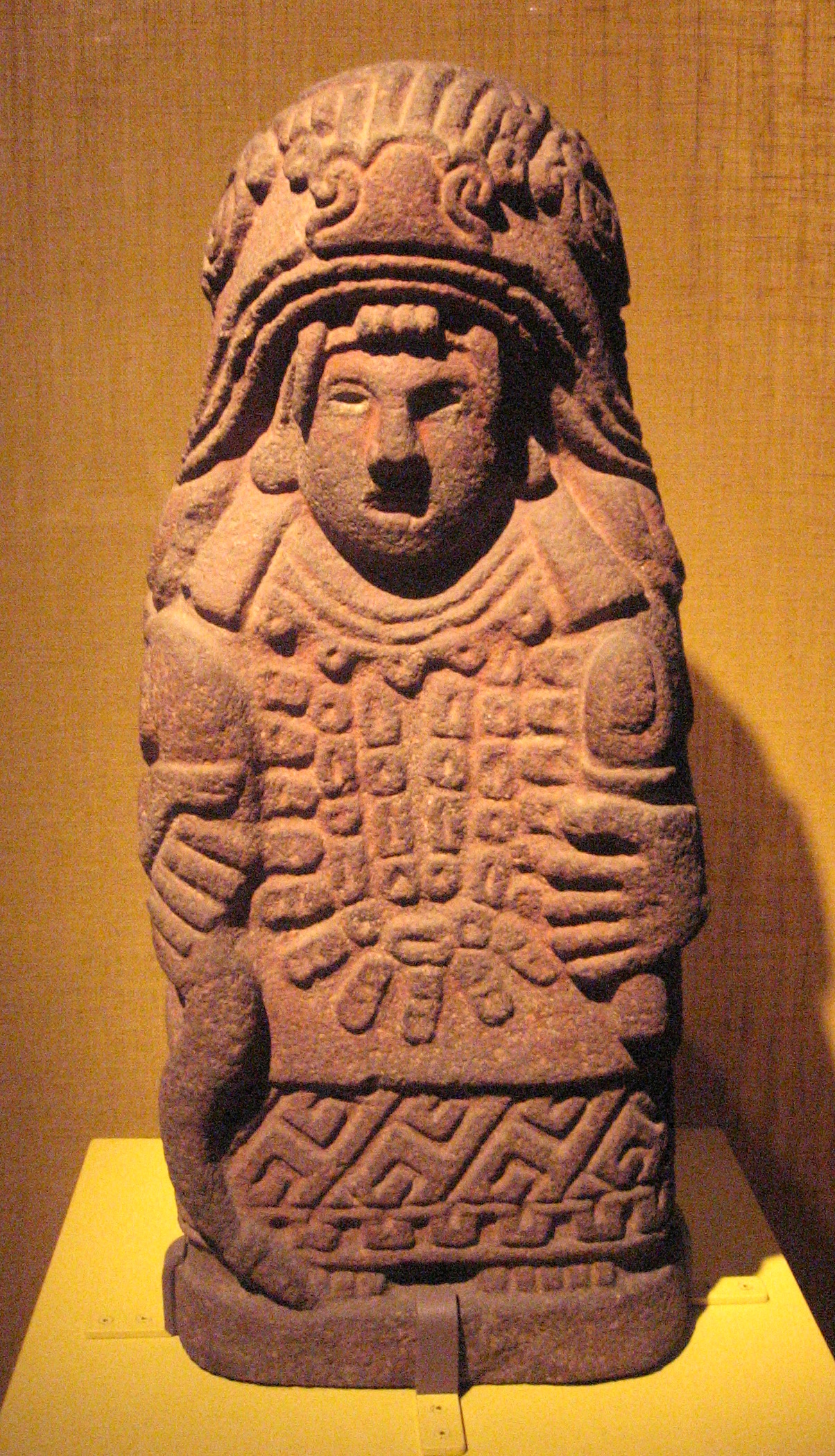
Cihuacóatl, Museo Nacional Antropología.

Cihuacóatl (del náhuatl: Siwakoatl ‘serpiente hembra’‘siendo siwatl, ‘mujer’; y koatl —o kowatl—, ‘serpiente’) o Ciuhcóatl en la mitología mexica es la recolectora de almas que, de igual modo, es considerada la protectora de las mujeres fallecidas al dar a luz. El término también fue utilizado en la sociedad azteca para referirse al jefe de los ejércitos, dicho puesto era el segundo en importancia en la estructura política del Imperio mexica, semejante al de un primer ministro.
También era llamada Quilaztli, Yaocíhuatl (mujer guerrera y amante de los guerreros), Tonantzin (nuestra madre) y Huitzilnicuatec (cabeza de colibrí). Se le relaciona con las tribus del norte. Es descrita como una mujer madura con la cara pintada mitad en rojo y mitad en negro, en la cabeza lleva una corona de plumas de águila, vestida con una blusa roja y una falda blanca con caracolillos. En la mano derecha lleva un instrumento para tejer y en la mano izquierda un escudo que hace juego con su corona. De acuerdo con la mitología azteca esta entidad guerrera le dio la victoria sobre sus enemigos. Por otra parte, se supone que fue quien molió los huesos que trajo Quetzalcóatl del Mictlán para crear a la humanidad.

## Etimología, significado y sentidos metafóricos de la palabracihuacoátl

### Etimología
En el diccionario de Rémi Simeón aparece como «mujer serpiente», sin embargo, sería más adecuado traducirlo simplemente como «serpiente» o «serpiente hembra». La anteposición del sustantivo cihuatl indica que va referido a una serpiente hembra. Si quisiéramos expresar la idea de «mitad mujer y mitad serpiente», la palabra sería cihua tlacacohuatl.
Ocurre que a veces las palabras no significan exactamente lo que su etimología sugiere. Por ejemplo, la palabra castellana misa significa ofrenda (del pan y del vino), sacrificio o ceremonia, algo muy alejado de lo que su etimología sugiere. Probablemente, la palabra misa deriva del latín missa que significa despido. Corresponde a la frase con la que se terminaba la celebración de la eucaristía en el rito romano latino de la Iglesia Católica ite, missa est con el que se despedía a la comunidad.

### Significado

#### de la palabracohuatl

Escudo para monedas, medallas oficiales, sellos, papel oficial y similares

Tenemos que acudir al escudo nacional de México para saber qué significa la palabra nahua cihuacoatl. Recoge la leyenda de la fundación de la Ciudad de México, que se erige allí donde el águila captura una serpiente sobre un nopal.
Los estudiosos suelen poner el acento en que el águila representa al sol, la deidad principal de los mexicas, y especialmente al Dios Huitzilopochtli, considerado Dios de la guerra. Pocas veces se comenta que la serpiente representa a los cautivos.
La palabra nahua coatl significa en castellano cautivo o sojuzgado. Y la encontramos con tal significado en Bernardino de Sahagún, cuando ofrece una relación de los edificios del gran templo de México, al referirse al decimocuarto edificio llamado cohuacalco': «era una sala enrejada, como cárcel: en ella tenían encerrados, a todos los dioses de los pueblos, que habían tomado por guerra: teníamos allí como cautivos».

#### de la palabracihuatl
La palabra cihuatl significa en castellano mujer, pero también consorte. En esta última acepción equivale a los vocablos compañero, copartícipe o consocio y no tiene connotaciones de género.

### Sentidos metafóricos

#### La palabracihuacoatlreferido la DiosaTonantzin
Bernardino de Sahagún dice de ella que «de noche, bozcava, y bramava, en el aire».
Al igual que las cautivas, voceaba, gritaba, vociferaba e igualmente bufaba, aullaba o berreaba por las noches. Es fácil suponer que por eso le pusieron el epíteto de la cautiva.
La diosa era representada en la escritura como una mujer serpiente. Los mexicas usaban pictogramas en la escritura. No debemos sacar la conclusión errónea de que se trataba de un ser mitad mujer y mitad serpiente.

#### La palabracihuacoatlcomojefe militar
Por ejemplo, y pensando en  el Dios Quetzalcóatl, cuya traducción más popular es serpiente emplumada, va referida a Venus (planeta) y significa gemelo precioso, según Alfonso Caso, por creerlo una estrella gemela (lo es de sí misma, al aparecer en el firmamento en dos  momentos distintos, como Lucero del alba y como Lucero vespertino).
Del mismo modo, el término cihuacoatl era el gemelo consorte. Probablemente acompañaba o suplía al tlacateuctli en las campañas militares.
El tlacateuctli era el Dios viviente, el emperador. Los mexicanos tenían un sistema político teocrático. El México prehispano era una teocracia. Más arriba hemos dejado dicho que en la coacalco encerraban a los dioses de los pueblos que habían tomado como cautivos.

## Discurso del relato
Los cuatro sacerdotes aguardaban expectantes, sus ojillos vivaces iban del cielo estrellado en donde señoreaba la gran luna blanca, al espejo argentino del lago de Texcoco, en donde las bandadas de patos silenciosos bajaban en busca de los gordos ajolotes. Después confrontaban el movimiento de las constelaciones estelares para determinar la hora, con sus profundos conocimientos de la astronomía. De pronto estalló el grito. Era un alarido lastimoso, hiriente, sobrecogedor. Un sonido agudo como escapado de la garganta de una mujer en agonía. El grito se fue extendiendo sobre el agua, rebotando contra los montes y enroscándose en las alfardas y en los taludes de los templos, rebotó en el Gran Teocali dedicado al Dios Huitzilopochtli, que comenzara a construir Tizoc en 1481 para terminarlo Ahuízotl en 1502 si las crónicas antiguas han sido bien interpretadas y pareció quedar flotando en el maravilloso palacio del entonces emperador Moctezuma Xocoyótzin.
―¡Es Cihuacoatl! ―exclamó el más viejo de los cuatro sacerdotes que aguardaban el portento.
―La criatura ha salido de las aguas y bajado de la montaña para prevenirnos nuevamente ―agregó el otro interrogador de las estrellas y la noche.
Subieron al lugar más alto del templo y pudieron ver hacia el oriente una figura blanca, con el pelo peinado de tal modo que parecía llevar en la frente dos pequeños cornezuelos, arrastrando o flotando una cauda de tela tan vaporosa que jugueteaba con el fresco de la noche plenilunar. Cuando se hubo opacado el grito y sus ecos se perdieron a lo lejos, por el rumbo del señorío de Texcocan todo quedó en silencio, sombras ominosas huyeron hacia las aguas hasta que el pavor fue roto por algo que los sacerdotes primero y después Fray Bernandino de Sahagún interpretaron de este modo:
―Hijos míos, amados hijos del Anáhuac, vuestra destrucción está próxima.
Venía otra sarta de lamentos igualmente dolorosos y conmovedores, para decir, cuando ya se alejaba hacia la colina que cubría las faldas de los montes:
―¿Adónde irán, adónde los podré llevar para que escapen a tan funesto destino? Hijos míos, están a punto de perderse.
Al oír estas palabras que más tarde comprobaron los augures, los cuatro sacerdotes estuvieron de acuerdo en que aquella fantasmal aparición que llenaba de terror a las gentes de la gran Tenochtitlán, era la misma diosa Cihuacóatl, la deidad protectora de la raza, aquella buena madre que había heredado a los dioses para finalmente depositar su poder y sabiduría en Tilpotoncátzin en ese tiempo poseedor de su dignidad sacerdotal. El emperador Moctezuma Xocoyótzin se atuzó el bigote ralo que parecía escurrirle por la comisura de sus labios, se alisó con una mano la barba de pelos escasos y entrecanos y clavó sus ojillos vivaces aunque tímidos, en el viejo códice dibujado sobre la atezada superficie de amatl y que se guardaba en los archivos del imperio tal vez desde los tiempos de Itzcóatl y Tlacaelel. El emperador Moctezuma, como todos los que no están iniciados en el conocimiento de la hierática escritura, solo miraba con asombro los códices multicolores, hasta que los sacerdotes, después de hacer una reverencia, le interpretaron lo allí escrito.
―Señor ―le dijeron―, estos viejos anuales nos hablan de que la Diosa Cihuacoatl aparecerá según el sexto pronóstico de los agoreros, para anunciarnos la destrucción de vuestro imperio.
Dicen aquí los sabios más sabios y más antiguos que nosotros, que hombres extraños vendrán por el Oriente y sojuzgarán a tu pueblo y a ti mismo, y tú y los tuyos serán de muchos lloros y grandes penas y que tu raza desaparecerá devorada y nuestros dioses humillados por otros dioses más poderosos.
―¿Dioses más poderosos que nuestro dios Huitzilopochtli, y que el gran destructor Tezcatlipoca y que nuestros formidables dioses de la guerra y de la sangre? ―preguntó Moctezuma bajando la cabeza con temor y humildad.
―Así lo dicen los sabios y los sacerdotes más sabios y más viejos que nosotros, señor. Por eso la diosa Cihuacóatl vaga por el Anáhuac lanzando lloros y arrastrando penas, gritando para que oigan quienes sepan oír, las desdichas que han de llegar muy pronto a vuestro imperio.
Moctezuma guardó silencio y se quedó pensativo, hundido en su gran trono de alabastro y esmeraldas; entonces los cuatro sacerdotes volvieron a doblar los pasmosos códices y se retiraron también en silencio, para ir a depositar de nuevo en los archivos imperiales, aquello que dejaron escrito los más sabios y más viejos. Por eso desde los tiempos de Chimalpopoca, Itzcóatl, Moctezuma, Ilhuicamina, Axayácatl, Tizoc y Ahuízotl, el fantasmal augur vagaba por entre los lagos y templos del Anáhuac, pregonando lo que iba a ocurrir a la entonces raza poderosa y avasalladora. Al llegar los españoles e iniciada la conquista, según cuentan los cronistas de la época, una mujer igualmente vestida de blanco y con las negras crines de su pelo tremolando al viento de la noche, aparecía por el sudoeste de la capital de la Nueva España y tomando rumbo hacia el oriente, cruzaba calles y plazuelas como al impulso del viento, deteniéndose ante las cruces, templos y cementerios y las imágenes iluminadas por lámparas votivas en pétreas ornacinas, para lanzar ese grito lastimero que hería el alma.
―¡Ay, mis hijos, ay, ay!
El lamento se repetía tantas veces como horas tenía la noche la madrugada en que la dama de vestiduras vaporosas jugueteando al viento, se detenía en la Plaza Mayor y mirando hacia la Catedral musitaba una larga y doliente oración, para volver a levantarse, lanzar de nuevo su lamento y desaparecer sobre el lago, que entonces llegaba hasta las goteras de la Ciudad y cerca de la traza.
Jamás hubo valiente que osara interrogarla y todos convinieron en que se trataba de un fantasma errabundo que penaba por un desdichado amor, bifurcando en mil historias los motivos de esta aparición que se trasladó a la época colonial. Los románticos dijeron que era una pobre mujer engañada, otros que una amante abandonada con hijos, hubo que bordaron la consabida trama de un noble que engaña y que abandona a una hermosa mujer sin linaje. Lo cierto es que desde entonces se le bautizó como La Llorona, debido al desgarrador lamento que lanzaba por las calles de la Capital de Nueva España y que por muchos ilustres constituyó el más grande temor callejero, pues toda la gente evitaba salir de su casa y menos recorrer las penumbrosas callejas coloniales cuando ya se había dado el toque de queda. Muchos timoratos se quedaron locos y jamás olvidaron la horrible visión de La Llorona. Hombres y mujeres "se iban de las aguas", y cientos y cientos enfermaron de espanto.
Poco a poco y al paso de los años, la leyenda de La Llorona, rebautizada con otros nombres, según la región en donde se aseguraba que era vista, fue tomando otras nacionalidades y su presencia se detectó en el sur de nuestra insólita América en donde se asegura que todavía aparece fantasmal, enfundada en su traje vaporoso, lanzando al aire su terrífico alarido, vadeando ríos, cruzando arroyos, subiendo colinas y vagando por cimas y montañas.
Este ser es considerado como el primero en dar a luz. Ayudó a Quetzalcóatl a construir la presente era de la humanidad, moliendo huesos de eras previas y mezclándolos con sangre. Es madre de Mixcóatl, al que abandonó en una encrucijada de caminos. La tradición cuenta que regresa frecuentemente para llorar por su hijo perdido, pero solo encuentra un cuchillo de sacrificios. Regía sobre el Cihuateteo, el lugar donde perecían las mujeres nobles que habían muerto durante el parto. También dice la leyenda que surgió de forma fantasmal para advertir sobre la destrucción del imperio de Moctezuma, tomando después el popular nombre de La Llorona. Su aspecto es el de Ilamatecuhtli, Toci y Tlazolteotl y obtiene el título de viceregente de Tenochtitlan.